# .бг
.бг (Punycode: .xn--90ae; abreviação em búlgaro:  България, Bălgarija) é uma proposta de código TLD (ccTLD) na Internet para a Bulgária.
Em 23 de junho de 2008, o Governo da Bulgária anunciou oficialmente sua intenção de explorar o domínio numa carta de Plamen Vatchkov, presidente da estatal búlgara Agência de Tecnologia da Informação e Comunicação, para Paul Twomey, presidente e CEO da ICANN. Após vários meses de discussões com a Internet Society — Bulgária envolvendo ministros do governo, este projeto deveria tomar forma no final de 2009, antes do programa equivalente russo.
Em 18 de maio, 2010 ICANN rejeitou o proposta do domínio em razão da semelhança visual com o domínio brasileiro .br 